# Fusillés de Nioche
Pour les articles homonymes, voir Nioche.
Les Fusillés de Nioche sont cinq agents spéciaux du Plan Sussex, morts le 10 août 1944 au lieu-dit de Nioche sur la commune de Saint-Ouen, près de Vendôme dans le Loir-et-Cher.

## Histoire

### Formation en Angleterre
Dans le cadre du Plan Sussex, imaginé par l'état-major du général Eisenhower (SHAEF) en mars 1943, et qui visait à obtenir des informations sur les troupes de la Wehrmacht pendant et après le débarquement, des agents de renseignement français furent entraînés en Angleterre puis envoyés en France.
La formation était très complète et comprenait :
- Une activité physique très soutenue, encadrée par des sous officiers des commandos britanniques et des Marins de l'armée américaine.
- Des cours de boxe.
- Des cours de close combat tous les matins en cas d'agressions, mais surtout dans le but d'apprendre à tuer en toute discrétion et sans armes, en brisant les vertèbres cervicales.
- Des cours de connaissances du matériel ennemi.
- Des cours de pilotage de camions, de cars et de motos en plus des voitures.
- Des cours de sabotage, avec manipulation d'explosifs et de grenades.
- Des cours de typographie et d'orientation.
- Des cours de cryptage et de décryptage des messages, surtout pour les opérateurs radio.
- Des cours radios.
- Une formation de parachutiste d'une semaine dans la célèbre école britannique des troupes aéroportées de Ringway, près de Manchester[1].

### Parachutage en France
Six agents répartis en trois équipes de deux officiers, l'un observateur et l'autre opérateur radio, furent parachutés dans le Sarthe, à Château-l’Hermitage, dans la nuit du 3 au 4 juillet 1944. Nom de code des missions : Colère, Salaud et Filan.
En réalité, seulement cinq d'entre eux réussirent à atterrir en France cette nuit-là, les agents de renseignement Roger Fosset, André Noël, Aristide Crocq, Marcel Biscaïno et Laurent Rigot. En effet, lors du parachutage, les équipes au sol ont éteint les lumières trop tôt. L'avion faisant demi-tour croyant à une alerte, Évelyne Clopet est ramenée en Angleterre. Elle sera finalement parachutée 4 jours plus tard et réussira à rejoindre son équipier Roger Fosset.

### Arrestation à Lavardin
Une fois sur place, les ordres changent. Il leur est demandé de précéder le fulgurant repli des soldats allemands, en faisant attention à ne pas se faire coincer entre les lignes. Le 9 août 1944, le petit groupe part en direction de Vendôme à bord d'un véhicule allemand pour passer incognito.
Sur la route, il passe par le petit village de Lavardin. Ils ne le savent pas encore, mais leur destin va se jouer ici. En effet, une patrouille allemande qui se repliait et cherchait un véhicule leur fit signe de s'arrêter. Les soldats sont très surpris d'y trouver les six agents Sussex, bien qu'ils ignorent tout de ces derniers. Les Allemands les font descendre sans ménagement afin de les contrôler. Les valises sont jetées par terre, l'une d'entre elles s'ouvre et laisse apparaître une radio. Les agents sont alors emmenés à la Feldgendarmerie de Vendôme pour y être interrogés.
Au cours du transport l'un des agents, Laurent Rigot, parvint à s'échapper. Les cinq autres furent torturés jusque tard dans la nuit mais ne parleront jamais. 

### Exécution à Nioche
Le jeudi 10 août, au lever du jour, après une nuit entière de torture, ils sont fusillés à Nioche sur la commune de Saint-Ouen. Les corps d'Évelyne, Roger et André, criblés de balles, sont retrouvés dans une carrière de « Bel-Air ». Les corps d'Aristide et Marcel seront retrouvés dans une carrière voisine. Tous les cinq ont été abattus dans les derniers jours de l'occupation allemande en Vendômois, les 11 et 12 août 1944 voyant la Résistance locale libérer la ville. Leur sacrifice est associé à celui d'un jeune maquisard du Poislay mitraillé lors d'une embuscade contre des camions allemands et à celui de Patient Bedu, résistant vendômois mort au pont Saint-Michel dans les toutes premières heures de la libération de Vendôme,.

## Agents
- Evelyne Clopet, alias « Chamonet » (Angleterre) ou « Claudet » (France), sous-lieutenante, née à Pornic le 14 février 1922. C'est à Casablanca, où son père est industriel, qu'elle apprend le début de la guerre franco-allemande. Volontaire, très vite, elle s'engage dans la lutte et est orientée dans les transmissions, avant de partir en Angleterre pour suivre la formation exigeante des agents Sussex. Elle forme un binôme aux côtés de Roger Fosset. Elle est décrite comme très adroite au tir et n'ayant pas peur des manœuvres dangereuses[6].
- André Noël, alias « Ferrière », sous-lieutenant.
- Aristide Crocq, alias « Dutal », sous-lieutenant.
- Roger Fosset, alias « Girard », puis « Gauthier », sous-lieutenant. Né à Vendôme le 9 décembre 1920, il est clerc de notaire à Poitiers, où il étudie. Il s'engage volontairement dès septembre 1939 afin de lutter contre le IIIe Reich.
- Marcel Biscaïno, alias « Maurin », sous-lieutenant.

## Hommages
- Une stèle a été placée à l'endroit même où les cinq agents ont été tués.
- La rue où la stèle est placée a été nommée « rue des fusillés de Nioche ».
- Une plaque a été posée sur la façade de l'actuel Hôtel Vendôme, Feldgendarmerie en 1944.
- Leurs portraits font partie du « parcours de mémoire » réalisé par la ville de Vendôme rendant hommage à ses résistants.

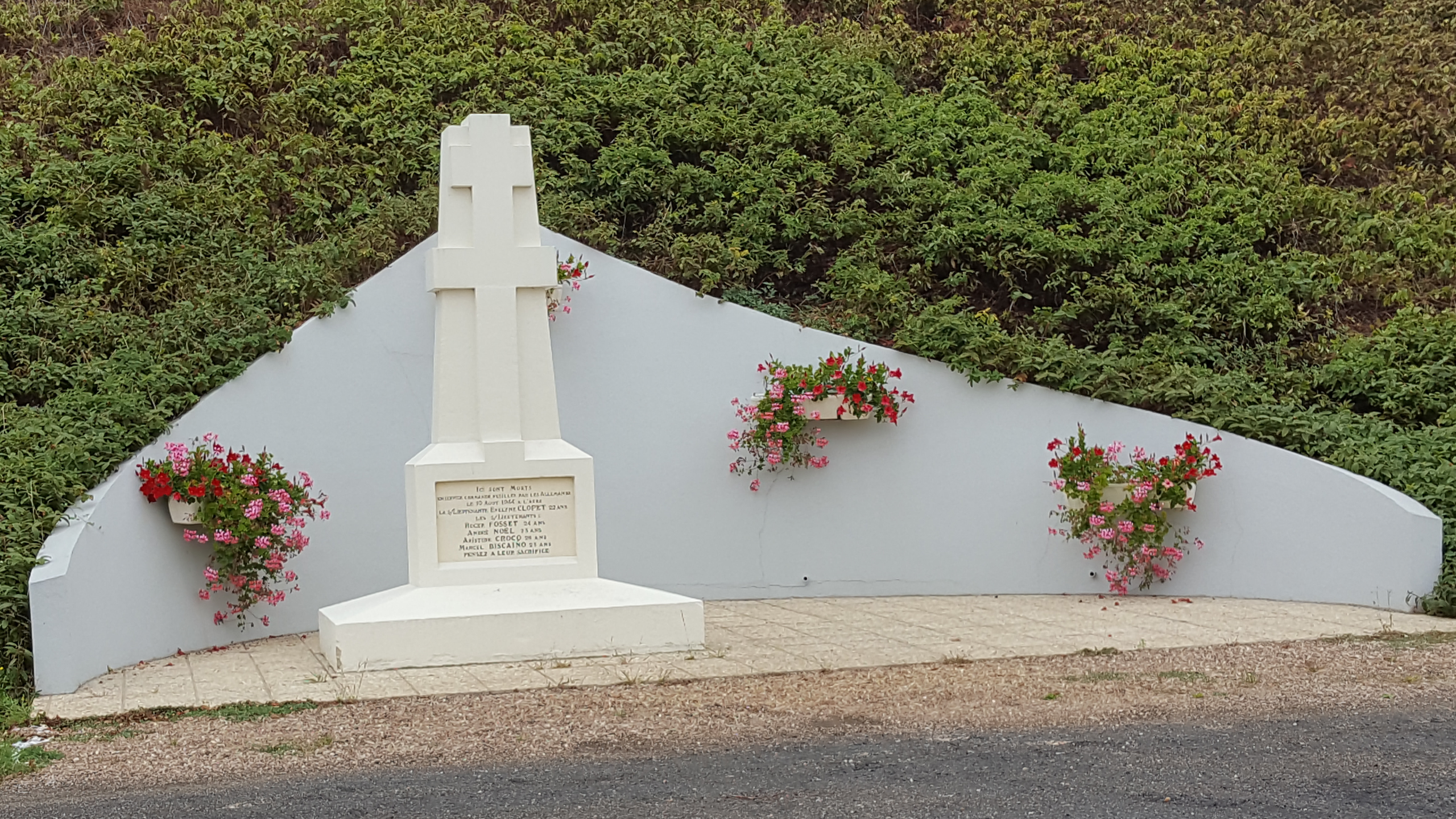
Stèle en l'honneur des fusillés de Nioche.
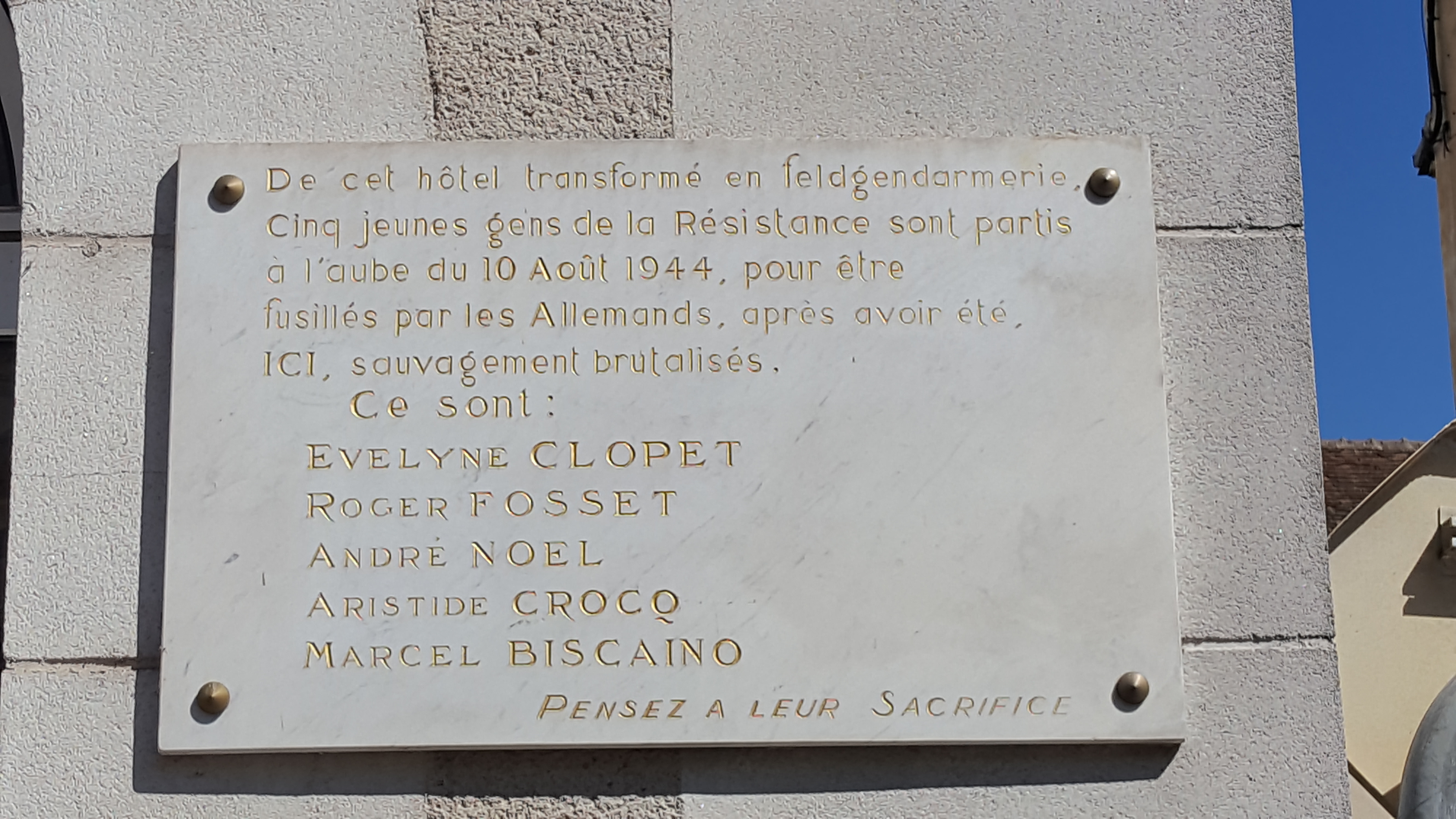
Plaque devant l'actuel Hôtel Vendôme.

### Musée MM Park France
La Collection Sussex de Dominique Soulier, dédiée à tous les hommes et les femmes qui ont participé aux opérations du Plan Sussex, est visible au musée MM Park France, situé à La Wantzenau près de Strasbourg. Il a ouvert ses portes le 1er mars 2017 et abrite également la collection de Éric Kauffmann, l'une des plus importantes d'Europe concernant des véhicules et uniformes de la Seconde Guerre mondiale.